# 다이에이정 (지바현)
다이에이정(干潟町)은 지바현 가토리군 북서에 위치했던 정이다. 

## 개요
2006년 3월 27일. 나리타시에 동군 시모후사정과 함께 편입 합병되었다.
1985년 2월 27일, 히가시칸토 자동차도의 나리타 IC-다이에이 IC간이 공용 개시해, 나리타 국제공항에 가까운 입지 조건으로부터 공업단지나 물류단지의 정비가 진행되어 기업이 진출해 오고 있다. 또 수도권 중앙연락 자동차도 정비 계획이 진행되고 있다.

## 역사
- 1955년 4월 15일 - 쇼에이촌, 오스카촌이 합병해 신설되었다.
- 2006년 3월 27일 - 나리타시에 편입해 동일 다이에이정은 폐지되었다.

## 교통

### 도로
- 히가시칸토 자동차도
- 국도 51호선
- 지바현도 제44호선
- 지바현도 제79호선
- 지바현도 제110호선
- 지바현도 제113호선